# Лидера
Лидера (на английски: The leader) е измислен злодей на Марвел Комикс. Първата му поява е в комикса Tales of Ashtonish, бр.62 през декември 1964 г. Създаден е от писателя Стан Лий и художника Стив Дитко. Той е един от враговете на Хълк.
Роден като Самуел Стърнс (на английски: Samuel Sterns) в Бойзи, Айдахо, героят работи в химически завод. Докато придвижва радиоактивни материали в подземен склад, част от избухват, и бомбардират Стърнс с гама-лъчи. Той се възстановява и установява, че радиацията го е променила от обикновен човек в зеленокожо, суперинтелигентно същество с голям мозък, намиращ се във внушителен череп. Стърнс е искал да бъде умен като брат си Филип. Нарекъл се „Лидера“, Стърнс се впуска в амбициозни престъпни планове, с Хълк като негов основен враг.
Лидера започва пътя си на завоевател, чрез създаването на пръстен от шпиони за сваляне на федералното правителство на САЩ. Той изпраща съюзника си, Хамелеона, да улови Хълк за изследване, представяйки се за Брус Банер. Въпреки че Хамелеона се проваля, Лидера успява да залови Хълк, изпращайки орда хуманоиди.